# Grombalia
Grombalia (àrab: قرمبالية, Grumbāliyya) és una ciutat de Tunísia a la regió de Cap Bon, a la governació de Nabeul, situada 25 km al nord-oest de Nabeul i 38 km al sud-est de Tunis. Grombalia és capçalera d'una delegació amb 53.090 habitants (cens del 2004).

## Etimologia
Probablement el nom deriva de la vil·la romana de Columbario.

## Economia
La seva activitat econòmica és principalment agrícola amb poca incidència del turisme. S'hi cultiven cereals, llegums i sobretot vinya, i també hi ha nombroses oliveres. El 30 d'octubre de 1987 va obtenir el títol de Vila Internacional de la vinya a la reunió sobre la vinya a Roma.

## Patrimoni
Uns 4 km al sud es troba la vila de Aïn Tébournouk, l'antiga ciutat clàssica de Tubernuc. La font de la vila (ayn o aïn significa ‘font’, en àrab), ja s'explotava en temps dels romans. El jaciment arqueològic cobreix una gran superfície i té nombroses restes romanes entre les quals cal destacar la resclosa d'un rierol, el fòrum, el capitoli, uns banys i unes termes, la ciutadella romana d'Orient i altres.

## Cultura
La ciutat organitza cada any un festival de titelles.

## Història
Fou poblada per andalusins expulsats pels castellans. Al segle xix hi van emigrar molts italians.

## Administració
És el centre de la delegació o mutamadiyya homònima, amb codi geogràfic 15 64 (ISO 3166-2:TN-12), dividida en nou sectors o imades:
- Fondouk Djedid (15 64 51)
- Chammes (15 64 52)
- Nianou (15 64 53)
- Turki (15 64 54)
- Khanguet El Hojjej (15 64 55)
- Grombalia Est (15 64 56)
- Grombalia Ouest (15 64 57)
- Djebel Terif (15 64 58)
- Aïn Tebournouk (15 64 59)

Al mateix temps, forma una municipalitat o baladiyya (codi geogràfic 15 32), creada el 19 de febrer de 1921 i dividida en dues circumscripcions o dàïres:
- Grombalia (15 32 11)
- Cité El Izdihar (15 32 12)

El 25 de setembre de 1957 fou erigida capital de la governació de Cap Bon, condició que va conservar fins a l'1 de setembre de 1964, quan va ser substituïda per Nabeul, moment en què la governació també va canviar de nom.